# Marco Dente
Marco Dente, dit aussi Marco da Ravenna, ou Marco Dente da Ravenna, né vers 1490 à Ravenne en Émilie-Romagne (alors dans les États pontificaux), et mort en 1527 à Rome, est un graveur italien.

## Biographie

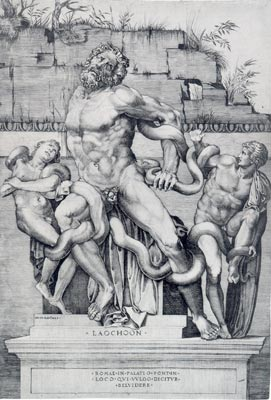
Le Laocoon avant restauration (1520), burin.

Marco Dente est un élève de Marcantonio Raimondi. Ses travaux les plus célèbres sont des copies de Baccio Bandinelli, Giulio Romano, Raphael et de son maître.
Il commence à produire vers 1515. Son Massacre des innocents d'après Bandinelli a été repris par Nicolas Béatrizet.
Il mourut durant le sac de Rome par les troupes de Charles Quint.